# Rune Olijnyk
Rune Olijnyk (né le 27 décembre 1968) est un sauteur à ski norvégien.

## Palmarès

### Jeux olympiques
| Épreuve / Édition | Albertville 1992 |
| Par Équipes       | 7e               |

### Championnats du monde
| Épreuve / Édition | Val di Fiemme 1991 |
| Petit Tremplin    | 20e                |
| Grand Tremplin    | Argent             |
| Par équipes       | 4e                 |

### Championnats du monde de vol à ski
| Épreuve / Édition | Vikersund 1990 |
| Individuel        | 42e            |

### Coupe du monde
- Meilleur classement final: 17e en 1991.
- Meilleur résultat: 4e.